# オーケー・ゴー
オーケー・ゴー (英: OK Go) は、アメリカ合衆国のインディー・ロックバンド。1999年結成。シカゴ出身。

## 来歴

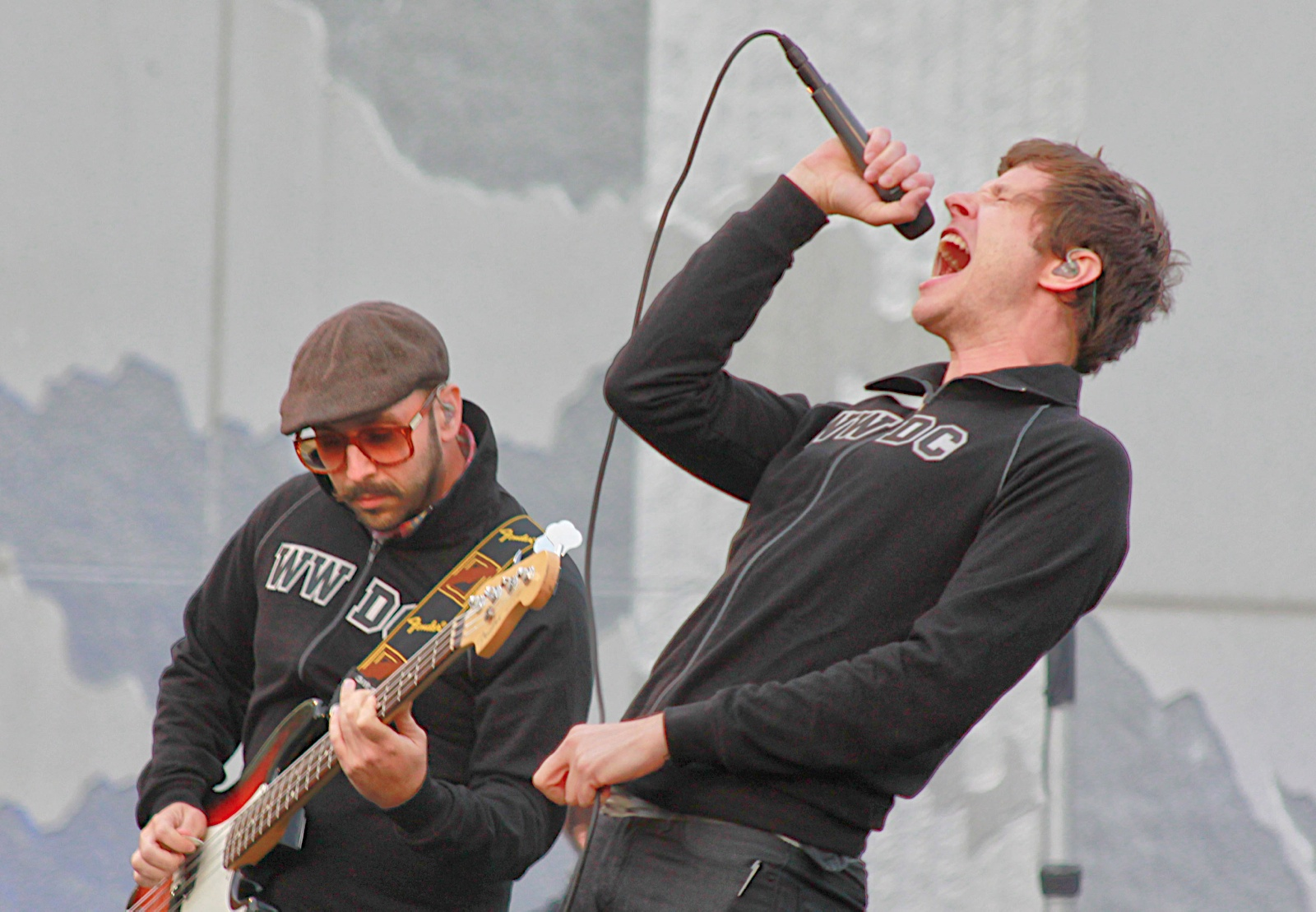
ライブで演奏するバンド（2010年）

11歳の時にダミアンとティムが子供達のインターナショナル・アーツ・キャンプというサマーキャンプで行われた卓球で出会ったのをきっかけに、The Greased Ferrets というバンドを結成。椅子をドラム代わりにして演奏していた。
ダミアンはグラフィックデザインを、ティムは音楽を選択していた。バンド名の由来は、ダミアンとティムのアートの先生が絵を描かせるときに「Ok...Go!!」と言っていたことから。
2人は高校に入り、アンディー・ダンカン (2005年脱退)と、大学にてダンと出会い、1999年デビュー。アンディ・ダンカン脱退後、アンディ・ロスが加入。
2010年1月、久々の新作『オブ・ザ・ブルー・カラー・オブ・ザ・スカイ』をリリース。しかしリリース間もない同年3月にEMIとの契約を解消し、同アルバムを自身のレーベルParacadute Recordingsから再リリースする予定であることが発表された。
かねてより、パフュームのファンを公言している。その縁で、2014年にはパフュームのミュージックビデオへの出演が果たされ、2016年にはコラボ楽曲のリリースが行われた。

## ミュージック・ビデオ
2ndアルバム『オー・ノー』の収録曲「ヒア・イット・ゴーズ・アゲイン」のミュージック・ビデオで、数台のトレッドミル（ウォーキングマシン）を利用しコミカルに踊るメンバーの姿が話題を呼び、2007年度のグラミー賞(Best Short Form Music Video)を受賞。またYouTubeにてYouTubeビデオアウォーズ受賞作品となった。日本ではMTVジャパンがヘヴィー・ローテーションで同ビデオを推薦。振り付けにダミアンの姉が関わっている。
同じく2ndアルバム収録曲「ア・ミリオン・ウェイズ」のメンバーが踊るミュージック・ビデオのダンスコンテストをYouTube内で行った。同曲のPVはダミアンの自宅裏庭で撮影された。このビデオでもダミアンの姉は振り付けに関わっている。
「I Won't Let You Down」（2014）のミュージックビデオでは、ホンダの「UNI-CUB β（ユニカブ ベータ）」に乗り、多数の日本人チアと一緒に傘を使ったマスゲーム風のダンスを披露、マルチコプターを使った全編ワンカットの撮影で注目された。制作にはクリエイティブディレクターの原野守弘、関和亮、振付のair:man、Perfumeが参加し、千葉のロングウッドステーションで撮影された。2015年には中国の大手家具店紅星美凱龍のCMにも出演した。
「Upside Down & Inside Out」では無重力状態に出来る航空機の中で撮影が行われた。

## メンバー
- ダミアン・クーラッシュ (Damian Kulash) – ボーカル、ギター
- ティム・ノードウィンド (Tim Nordwind) – ベース、ギター、ボーカル
- ダン・コノップカ (Dan Konopka) – ドラム、パーカッション
- アンディ・ロス (Andy Ross) – キーボード、ギター、ボーカル

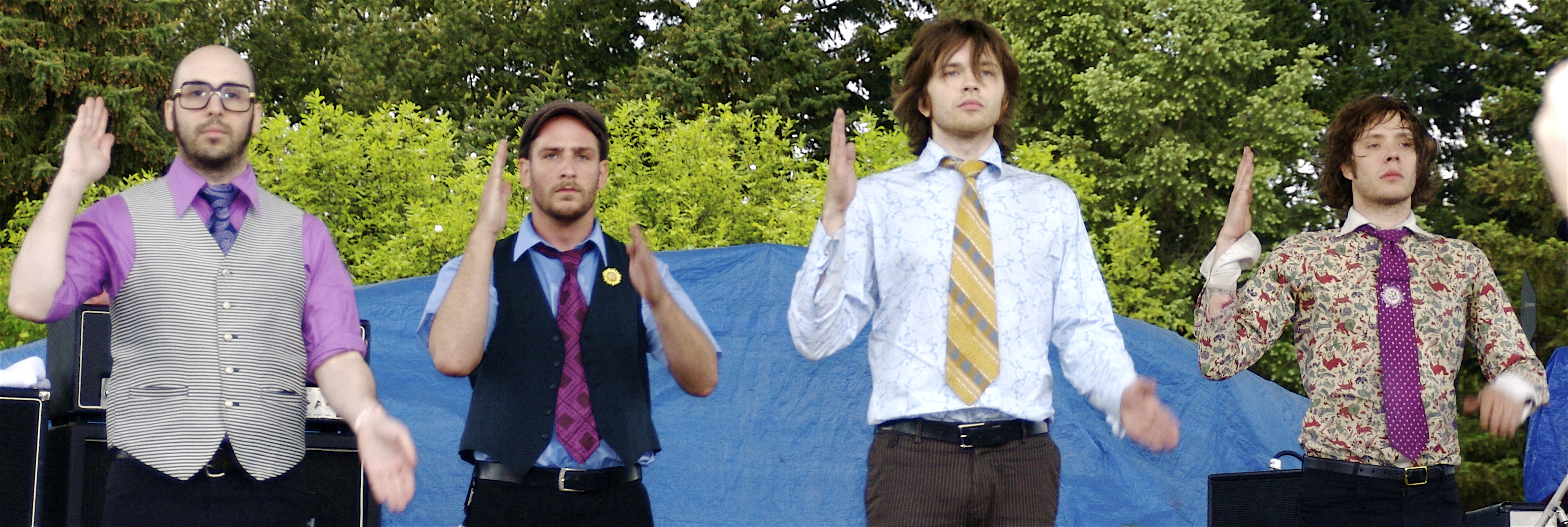

### 旧メンバー
- アンディー・ダンカン (Andy Duncan) - キーボード、ギター (2005年脱退)

## ディスコグラフィ
スタジオ・アルバム
- 『オーケー・ゴー』 - OK Go （2002年9月）
- 『オー・ノー』 - Oh No （2005年8月）
- 『オブ・ザ・ブルー・カラー・オブ・ザ・スカイ』 - Of the Blue Colour of the Sky （2010年1月）
- 『ハングリー・ゴースト』 - Hungry Ghosts（2014年10月）
- 『アンド・ジ・アジェイセント・ポッシブル』 - And the adjacent possible（2025年4月）

## 来日公演
- 2010年
  - 2月26日 東京 代官山UNIT
- 2014年
  - 7月27日 新潟 苗場スキー場 - Fuji Rock Festival
- 2015年
  - 2月17日 東京 SHIBUYA TSUTAYA O-EAST
  - 2月18日 大阪 梅田CLUB QUATTRO
  - 2月19日 東京 赤坂BLITZ

- 2025年
  - 7月25日 新潟 苗場スキー場 - Fuji Rock Festival